# Płyta nagrobna
Płyta nagrobna – w sztuce sepulkralnej typ grobowca. 
Wykonana z kamienia lub metalu (najczęściej brązu) płyta osadzona w posadzce kościoła lub kaplicy; powstawanie płyt nagrobnych wiąże się z tradycją grzebania zmarłych pod posadzką kościoła.